# توني غرينفيلد
توني غرينفيلد (بالإنجليزية: Tony Greenfield)‏ هو إحصائي بريطاني، ولد في 26 أبريل 1931 في Chapeltown, South Yorkshire ‏ في المملكة المتحدة، وتوفي في 19 مارس 2019.